# Junay
Junay település Franciaországban, Yonne megyében. Lakosainak száma 64 fő (2022. január 1.). Junay Vézinnes, Tissey, Dannemoine, Tonnerre és Vézannes községekkel határos.

## Népesség
A település népességének változása:
| Lakosok száma | 93   | 91   | 83   | 76   | 68   | 68   | 68   | 66   | 64   |
|               | 2013 | 2015 | 2016 | 2017 | 2018 | 2019 | 2020 | 2021 | 2022 |